# مول غزة
غزة مول هو أول مركز تسوق في غزة. افتتح في مدينة غزة في 17 يوليو 2010. وهو أول مركز تجاري يُفتتح منذ سيطرة حماس على قطاع غزة عام 2007.
يمتد مكان التسوق الداخلي المكيف في حي الرمال بغزة على مساحة تزيد عن 19,000 قدم مربع. مقسم إلى طابقين يضم محلات تجارية وماركات عالمية. وذكرت صحيفة الإندبندنت أن المركز التجاري بُني بتكلفة 1.5 مليون دولار، في حين ذكرت وكالة فرانس برس أن تكلفة بناءه بلغت 3 ملايين دولار. وهو مغلق حاليًا بسبب الحرب على قطاع غزة.
ووعد صلاح الدين أبو عبدو، رئيس مجلس إدارة المركز التجاري، بتقديم "أسعار مغرية وتنافسية" في محاولة لاستبدال أسواق غزة التقليدية في الهواء الطلق بتجربة تسوق مريحة ومكيفة. هدفه هو "تطوير ثقافة التسويق والترفيه" بين سكان غزة.

## التسوق
يضم المركز التجاري صيدلية ومصلى للرجال والنساء ومتاجر لبيع الأحذية والألعاب والملابس واللوازم المكتبية. ووفقا لشبكة سي بي إس نيوز، جلبت مواد البناء والخرسانة عبر الأنفاق إلى قطاع غزة.
ووفقاً لشبكة سي بي إس نيوز، تم جلب مواد البناء والخرسانة عبر أنفاق التهريب إلى قطاع غزة.
المتاجر مملوكة محليًا والمركز التجاري هو مشروع خاص، ولكن تم بث الافتتاح الكبير على التلفزيون وحضره أبو أسامة الكرد، وزير العمل في حكومة حماس. يتم تعيين جميع موظفي المبيعات مباشرة من قبل المركز التجاري، وجميع المحلات التجارية تستخدم نفس أكياس التسوق المطبوعة بشعار المركز التجاري. 90% من البضائع المعروضة للبيع يتم استيرادها من إسرائيل.
وفقًا لصحيفة الإندبندنت، "هناك افتراض واسع النطاق في غزة بأن حماس... أو على الأقل رجال أعمال مقربين من الفصيل الإسلامي، هم الذين يقفون وراء المشروع".ونفت حماس ذلك، كما نفت حماس أحد مستثمري المركز التجاري، وهو سراج أبو سليم. وذكر أن "الحكومة تدعم هذا المشروع الاقتصادي ولكن المساعدة الوحيدة التي قدمتها لنا هي منحنا ترخيصًا". ونقلت صحيفة الإندبندنت عن رجل أعمال بارز يعتقد أن المركز التجاري هو أحد المشاريع التجارية الجديدة لحماس والتي تشمل مركز أسدار الإعلامي (شركة مشتركة لمزرعة الماشية وإنتاج الأفلام)، ومطعم وحديقة البستان الترفيهية، وحديقة كريزي المائية للأطفال. وبحسب صحيفة الغارديان، فإن المركز التجاري هو جزء من "دائرة" ترفيهية لأثرياء غزة، والتي تضم مقاهي على شاطئ البحر، وحديقة كريزي المائية، ونادي فيصل للفروسية.
وفقًا لصحيفة الإندبندنت، يعتقد المراقبون أن حماس تستثمر في أعمال الترفيه وتجارة التجزئة لأن ذلك سيؤدي إلى عائد أسرع للأموال التي تحتاجها المنظمة لتمويل أنشطتها السياسية والعسكرية. وبحسب وكالة فرانس برس، "يعتقد على نطاق واسع أن حماس تقف وراء (مول غزة)... الذي افتتح هذا الأسبوع في مدينة غزة باحتفال حضره عدد من وزراء وأساتذة حماس في الجامعة الإسلامية المرتبطة بحماس". ونفى مدير المركز التجاري، سراج أبو سليم، تورط حماس في المشروع الذي تبلغ قيمته 3 ملايين دولار، لكنه رفض ذكر أسماء أي من مالكي المركز التجاري أو كبار المستثمرين. ويتبع أصحاب المركز التجاري حركة حماس.

## روابط خارجية
- موقع غزة مول